# Pomacentrus fuscidorsalis
Pomacentrus fuscidorsalis är en fiskart som först beskrevs av Allen och Randall, 1974.  Pomacentrus fuscidorsalis ingår i släktet Pomacentrus och familjen Pomacentridae. Inga underarter finns listade i Catalogue of Life.